# 楡井亜木子
楡井 亜木子（にれい あきこ、1961年 - ）は、日本の小説家。

## 経歴
- 1961年、兵庫県に生まれる。
- 1992年、「チューリップの誕生日」で第16回すばる文学賞受賞。
- 1993年、『チューリップの誕生日』で第6回三島由紀夫賞候補。

## 作品リスト
- 『チューリップの誕生日』
  - 1992年12月、集英社、ISBN 978-4087728903
- 『傷春譜』
  - 傷春譜
  - あたたかい鎖
    - 1994年8月、新潮社、ISBN 978-4103992011
- 『森の匂い』
  - 森の匂い
  - 訪問者
  - 牙の恋人
    - 1994年9月、集英社、ISBN 978-4087740905
- 『夜が闇のうちに』
  - 1996年12月、集英社、ISBN 978-4087742381
- 『バックステージ・パス』
  - 音符の香り（『野性時代』1993年9月号）
  - 妖精の住み処（『野性時代』1994年4月号）
  - もうひとつの鞄（『野性時代』1994年8月号）
  - 零時間（『野性時代』1994年12月号）
  - 早咲き（『野性時代』1995年6月号）
  - 棘（『野性時代』1996年1月号）
  - エゴイスト 
    - 1997年6月、角川書店、ISBN 978-4048730341
- 『はじまりの空』
  - 2007年3月、ピュアフル文庫、ISBN 978-4861763847
- 『世界が終わる夜に奏でられる音楽』　
  - 2007年12月、ジャイブ、ISBN 978-4861764608
- 『あなたを独りで、泣かせはしない』
  - 2010年7月、ポプラ社、ISBN 9784591119747
- 『私たちの屋根に降る静かな星』
  - 2012年7月、ハルキ文庫、ISBN 978-4758436731
- 『愛すべき女たち』
  - 2015年1月、角川書店、ISBN 978-4041025956